# Nortorf (Rendsburg-Eckernförde)
Nortorf település Németországban, Schleswig-Holstein tartományban. Lakosainak száma 7175 fő (2023. december 31.).

## Népesség
A település népességének változása:
| Lakosok száma | 5906 | 6710 | 6804 | 6913 | 7090 | 7175 |
|               | 1975 | 2017 | 2019 | 2021 | 2022 | 2023 |